# Catholic Youth Organization Ghana
Catholic Youth Organization Ghana (CYO Ghana) ist ein katholischer Jugendverband in Ghana. Auf internationaler Ebene ist CYO Ghana Mitglied im internationalen Dachverband katholischer Jugendverbände „Fimcap“.

## Geschichte
CYO Ghana wurde am 22. August 1948 gegründet.

## Organisation
CYO Ghana gliedert sich in folgende verschiedene Abteilungen (beruhend auf verschiedenen Altersgruppen):
| Altersgruppe       | Name der Abteilung   |
| ------------------ | -------------------- |
| 06–11 Jahre        | “infant jesus”       |
| 12–17 Jahre        | “young apostles”     |
| 18 Jahre und älter | “christian soldiers” |
| Leiter             | “officers”           |